# Сапожников, Иван Дмитриевич
Иван Дмитриевич Сапожников (1831–1909) — генерал-лейтенант штаба, генерал от инфантерии в отставке русской императорской армии; главный инспектор по пересылке арестантов и заведующий этапно-пересыльной частью Главного штаба (1896—1907).

## Биография
Происходил из дворян Тамбовской губернии. Родился 11 (23) сентября 1831 года. Воспитанник Оренбургского Неклюевского кадетского корпуса. Затем учился и окончил Николаевскую академию Генерального штаба.
Службу проходил в составе Оренбургского корпуса. В 1863—1865 годах служил в Оренбургском (впоследствии, Уфимском) жандармском управлении. Затем — в штабах Оренбургского (1866—1872) и Московского военных округов. С 8 октября 1879 года — начальник отделения в Главном штабе. С 30 августа 1887 года — генерал-майор.
С 3 ноября 1896 года состоял главным инспектором по пересылке арестантов и заведующим этапно-пересыльной частью Главного штаба; с 6 декабря 1897 года — генерал-лейтенант. Прослужил на этом посту 10 лет, до 21 июня 1907 года. При его содействии и активном участии осуществлялась разработка Устава конвойной службы. Он успешно использовал опыт и традиции своих предшественников по руководству конвойной службой, совершенствованию её, поднятию дисциплины, поощрению отличившихся конвоиров. Ему пришлось руководить этой службой в период нарастания революционного движения, что значительно усложнило его деятельность.
Был уволен в отставку «с мундиром и пенсией» и производством в генералы от инфантерии 21 июня 1907 года. Умер 18 (31) марта 1909 года. Похоронен с женой Екатериной Михайловной (урожд. Ножина; 1831—17.12.1901) на Смоленском православном кладбище.

## Награды
российские
- орден Св. Станислава 3-й ст. (1869)
- орден Св. Анны 3-й ст. (1870)
- орден Св. Станислава 2-й ст. (1871); императорская корона к ордену (1873)
- орден Св. Анны 2-й ст. (1879)
- орден Св. Владимира 4-й ст. (1882)
- орден Св. Владимира 3-й ст. (1885)
- орден Св. Станислава 1-й ст. (1890)
- орден Св. Анны 1-й ст. (1894)
- орден Св. Владимира 2-й ст. (1899)
- орден Белого орла (1904)

иностранные
- болгарский орден «Святой Александр» 3-й ст. (1883)
- сербский орден Таковского креста 1-й ст. (1894)